# Miyu
Miyu ist ein weiblicher Vorname.

## Herkunft und Bedeutung
Miyu ist ein japanischer Mädchenname und setzt sich aus den Kanji-Schriftzeichen für „die Schönheit“, „ausgezeichnet“, „vorzüglich“ und „exzellent“ zusammen und kann unter anderem mit „Überlegener Geist“ übersetzt werden.

## Bekannte Namensträgerinnen
- Miyu Matsuki (1977–2015), japanische Synchronsprecherin
- Miyu Nagasaki (* 2002), japanische Tischtennisspielerin